# Carmen Amariei
Carmen Amariei Lungu (født 3. september 1978) er en rumænsk håndboldspiller, der nu spiller i Terom Iaşi efter at have spillet en årrække i danske klubber. Hun er gift med Radu Lungu.
Efter at have slået sit navn fast som hårdtskydende back i Vâlcea samt franske ESBF Besançon og på det rumænske landshold kom Carmen Amariei i 2004 til Randers HK. Efter en sæson her skiftede hun til Slagelse DT, inden hun tog et par sæsoner i sit hjemland. Da Anja Andersen blev træner for FC København, hentede hun igen Amariei til Danmark, men da dette hold lukkede det følgende år, skiftede Amariei til Viborg HK, hvor hun fik en enkelt sæson, inden det igen gik hjem til Rumænien.
Hun har spillet på det rumænske landshold, men stoppede på grund af utilfredshed med træneren. Hun har vundet EHF Champions League, DM, VM og flere andre titler. Efter VM 1999 blev hun kåret til bedste spiller.